# Plumpudding Island
Plumpudding Island ist eine nahezu rautenförmige kleine Felseninsel im Südatlantik, rund 590 Meter vor der Diamantenküste Namibias. Die Insel liegt in der Baker Bay, 2400 Meter nördlich von Sinclair Island.
Plumpudding Island gehört zu den Penguin Islands und ist bekannt als Guanoinsel, da hier noch bis 1949 Guano abgebaut wurde. Eine Station auf der Ostseite der Insel zeugt noch von dieser Vergangenheit. Die Insel ist Teil des Meob-Chamais Meeresschutzgebietes, wobei in der näheren Umgebung intensiver Bergbau betrieben wird.
740 Meter südlich der Insel liegt das Felseneiland Black Sophie Rock.